# Sail Kampen
Sail Kampen is een maritiem evenement dat eens in de zoveel jaar plaatsvindt, verdeeld over vier dagen gedurende het Paasweekeinde. Het evenement vindt plaats in de Nederlandse Hanzestad Kampen. Traditiegetrouw vindt op iedere 2e paasdag Jaarmarkt De Heugte plaats in de wijk Brunnepe. Tijdens Sail vullen beide evenementen elkaar aan. Daar waar De Heugte eindigt, loopt deze over in de Koggewerf waar de Kamper Kogge is gelegen aan de  Buitenhaven. De Buitenhaven loopt vervolgens over in de IJsselkade alwaar het maritieme evenement zich hoofdzakelijk afspeelt. Doorgaans is er ook een kleine kermis aanwezig.

## Geschiedenis
De eerste editie vond plaats in 2002. Het maritieme evenement werd georganiseerd om de stad Kampen als Hanzestad te promoten en het belang van de scheepvaart voor de ontwikkeling van de stad te onderstrepen. Elke editie kent een eigen thema.

## Edities
Sail 2002
Sail Kampen werd in 2002 van 9 t/m 12 april voor het eerst georganiseerd.
Het evenement trok 100.000 bezoekers.
Sail 2004
Sail Kampen werd in 2004 van 9 t/m 12 april voor de tweede maal gehouden met als centraal thema Hanzesteden. De Kamper Kogge vervulde een zeer belangrijke rol tijdens de openingsplechtigheid.
Verder kon het publiek met diverse schepen een rondvaart maken, werden door de Koninklijke Marine diverse demonstraties verzorgd, werd een vlootschouw afgenomen en het NK bungyroeien georganiseerd.
Het evenement trok 180.000 bezoekers.
Sail 2007
Sail Kampen werd in 2007 van 6 tot en met 9 april voor de derde maal gehouden. Het evenement trok ongeveer 200.000 bezoekers.
Sail 2010
Sail Kampen werd in 2010 van 2 tot en met 5 april voor de vierde maal gehouden. Het evenement trok ongeveer 200.000 bezoekers.
Sail 2014
Sail Kampen werd in 2014 van 18 tot en met 21 april voor de vijfde maal gehouden. Dit was het eerste lustrum.
Het evenement trok ongeveer 230.000 bezoekers, een record tot dusver.
Sail 2018
In 2018 werd tussen 30 maart en 2 april de zesde editie van Sail Kampen georganiseerd. Het trok een recordaantal bezoekers, zo'n 250.000.
Sail 2024
In 2018 werd tussen 29 maart en 1 april de zevende editie van Sail Kampen georganiseerd. Het trok wederom een recordaantal bezoekers, zo'n 275.000.